# Stanisław Pachuta
Stanisław Pachuta (ur. 1 września 1923 w Kolanowie, obecnie Bochnia, zm. 23 marca 2003 w Warszawie) – polski geodeta, pułkownik Wojska Polskiego, profesor dr hab. inż. Wojskowej Akademii Technicznej w Warszawie.

## Życiorys
Stanisław Pachuta urodził się 1 września 1923 w Kolanowie (obecnie Bochnia). Ukończył Państwowe Gimnazjum w Bochni oraz Publiczną Szkołę Handlową. W lipcu 1941 podjął pracę w biurze meldunkowym gminy Bochnia-Wieś. Od października 1942 działał w Armii Krajowej. W latach 1944–1946 uczył się w Państwowej Szkole Górniczo-Hutniczo-Mierniczej w Krakowie otrzymując 31 lipca dyplom technika mierniczego. W 1946 rozpoczął studia na Oddziale Mierniczym Wydziału Inżynierii Lądowej i Wodnej Akademii Górniczo-Hutniczej w Krakowie, pracując jednocześnie w biurze mierniczego przysięgłego i Wojewódzkim Urzędzie Ziemskim w Katowicach. Stopień inżyniera geodety i magistra nauk technicznych otrzymał 20 stycznia 1951.
2 października 1950 został powołany do odbycia służby wojskowej. Rozpoczął ją od Kursu Oficerów Rezerwy w Centrum Wyszkolenia Kwatermistrzowskiego w Poznaniu. Po jego zakończeniu został mianowany do stopnia porucznika, powołany do zawodowej służby i skierowany do pracy w IX Zarządzie Sztabu Generalnego WP jako starszy triangulator. 20 października 1951 został przeniesiony na stanowisko wykładowcy w Oficerskiej Szkole Topografów w Jeleniej Górze, gdzie prowadził zajęcia z geodezji niższej, kartografii matematycznej, geodezji wyższej i optyki instrumentalnej. W październiku 1954 mianowany do stopnia kapitana. 2 maja 1957 został przeniesiony do Wojskowej Akademii Technicznej (WAT) w Warszawie. W Katedrze Geodezji i Topografii pracował jako asystent, adiunkt i docent. Kierował Zakładem Geodezji, a od lutego 1969 przejął kierownictwo Katedry. W 1960 został awansowany do stopnia majora, w 1964 podpułkownika, a w 1968 pułkownika. W 1966 uzyskał stopień doktora nauk Technicznych na podstawie pracy „Badania dokładności pomiarów geodezyjnych w zakresie promieni podczerwonych”. Od 1979 był szefem Instytutu Geodezji i Fotogrametrii WAT. 10 października 1980 otrzymał stopień doktora habilitowanego, przedstawiając monografię „Zastosowanie techniki laserowej w geodezji” jako rozprawę habilitacyjną.
Tytuł profesora nadzwyczajnego nauk technicznych otrzymał uchwałą Rady Państwa 16 listopada 1982. 15 września 1983 zostało mu powierzone kierownictwo nad Instytutem Geodezji i Meteorologii. 1 września 1989 przestał pełnić obowiązki szefa Instytutu pozostając na stanowisku profesora, a 2 października 1991 przeszedł w stan spoczynku. W 1991 podjął pracę na Wydziale Geodezji i Gospodarki Przestrzennej Akademii Rolniczo-Technicznej w Olsztynie.
Stanisław Pachuta był specjalistą i prekursorem technik laserowych w polskiej geodezji (34 patenty w tym 21 dotyczących wynalazków), autorem ponad 240 publikacji (w tym 22 w językach obcych) i 230 niepublikowanych opracowań naukowych. Recenzentem dorobku naukowego 16 kandydatów na profesorów, 16 rozpraw habilitacyjnych, 19 rozpraw doktorskich i 40 prac dyplomowych. Członek wielu organizacji, rad i instytutów, m.in.: Akademii Inżynierskiej w Polsce (AIP), Komitetu Geodezji PAN, Komitetu Nauk Geofizycznych PAN, Komitetu Astronomii PAN, Komitetu Badań Kosmicznych i Satelitarnych PAN. Społecznik, członek i przewodniczący Stowarzyszenia Geodetów Polskich, członek rady głównej Naczelnej Organizacji Technicznej, członek i przewodniczący Oddziału Warszawskiego Stowarzyszenia Bochniaków i Miłośników Ziemi Bocheńskiej.
Stanisław Pachuta zmarł 23 marca 2003 i został pochowany na cmentarzu w Pyrach.

## Odznaczenia
Otrzymał 78 różnych orderów, medali i odznaczeń, w tym:
- Krzyż Komandorski z Gwiazdą
- Krzyż Komandorski
- Krzyż Oficerski Orderu Odrodzenia Polski
- Krzyż Kawalerski Orderu Odrodzenia Polski
- Złoty Krzyż Zasługi
- Krzyż Partyzancki
- Złote Odznaki Zasłużony dla Miasta Gdańska, Krakowa i Poznania
- Medal Komisji Edukacji Narodowej

## Najważniejsze patenty
- Nr patentu 80694 z dnia 28.02.1976 – „Sposób automatycznego sterowania podnoszeniem toru w procesie zagęszczania podsypki pod podkładami i urządzenie do jego sterowania”
- Nr patentu 89542 z dnia 15.12.1976 – „Urządzenie do automatycznej rejestracji odkształceń”
- Nr patentu 25273 z dnia 15.11.1976 – „Pionownik laserowo – optyczny”
- Nr 71.21691 z dnia 11.02.1972 – „Commande automatigue de relevage de voie ferree dans l’operation de bourrage de ballast” – patent francuski
- Nr patentu 85416 z dnia 30.07.1976 – „Urządzenie do wyznaczania zarysów przekrojów chodników i wyrobisk górniczych”
- Nr zgłoszenia P-170244 „Urządzenie do automatycznej niwelacji”
- Nr zgłoszenia P-170815 „Urządzenie do automatycznego pomiaru odkształceń”
- Nr zgłoszenia P-183542 „Nasadka laserowa na przyrząd geodezyjny”
- Nr zgłoszenia P-170244 „Nasadka laserowa do niwelatora”
- Nr zgłoszenia P-174350 „Uniwersalny laserowy przyrząd geodezyjny”
- Nr zgłoszenia P-180381 „Układ do automatycznej niwelacji”
- Nr zgłoszenia P-182103 „Układ do automatycznego wyznaczania profilu powierzchni”
- Nr zgłoszenia P-199996 „Układ autoredukcyjnego tachimetru dwuobrazowego z gazowym laserem He-Ne oraz sposób wykonania pomiaru za pomocą tego układu”